# Idegenek a vonaton
Az Idegenek a vonaton (eredeti cím: Strangers on a Train) egy 1951-ben bemutatott fekete-fehér amerikai film, Alfred Hitchcock rendezésében.
Alfred Hitchcock megtalálta Patricia Highsmith Két idegen a vonaton című könyvét, és azonnal megszerezte rá a filmjogokat. A könyv olyan elemeket tartalmaz, amely számos Hitchcock filmben fellelhetők: a tökéletes gyilkosság vonzereje, szerepcsere, elfojtott homoszexualitás.

## Történet
|  | Alább a cselekmény részletei következnek! |

Két egymástól eltérő személyiségű férfi egy kupéban utazik. A hosszú vonatút során beszélgetésbe elegyednek egymással. Az általános beszédtémák után a magánéletre terelődik a szó. Kiderül, hogy mindketten könnyebben boldogulnának, ha eltűnne életükből egy-egy szereplő. Guy Haines a feleségétől szeretne megszabadulni, Bruno Anthony sorsát pedig apja nehezíti meg. Guy megdöbbenve hallgatja utastársa elmélkedését arról, milyen tökéletes bűntény lenne, ha kölcsönösen eltennék láb alól azt, aki a másiknak útjában áll. Korábban soha nem találkoztak, nem kapcsolja össze őket semmi, nincs indokuk sem arra, hogy megöljék az áldozatot, a rendőrség tehát soha nem akadna a gyilkos nyomára. Guy döbbenete később rettegéssé változik, amikor nem sokkal utána Bruno valóban elvégzi a feladat rá eső részét – megöli Guy feleségét – majd azt követően megjelenik, és várja, hogy végre Guy is elvégezze a maga szerepét a "megállapodásukban".

## Szereplők
- Farley Granger (Guy Haines)
- Robert Walker (Bruno Anthony)
- Ruth Roman (Anne Morton)
- Leo G. Carroll (Morton szenátor)
- Patricia Hitchcock (Barbara Morton)
- Kasey Rogers (Miriam Joyce Haines)
- Marion Lorne (Mrs. Antony)
- Jonathan Hale (Mr. Antony)

## Díjak, jelölések
- Oscar-díj (1952)
  - jelölés: legjobb fényképezés – Robert Burks
- Directors Guild of America (1952)
  - jelölés: legjobb rendező – Alfred Hitchcock